# Zenzenzense
"Zenzenzense" (前前前世 Vạn kiếp trước) là một bài hát được thể hiện bởi nhóm nhạc rock Nhật Bản RADWIMPS trong album Your Name. từ bộ phim cùng tên. Nó từng xếp hạng nhất trong Billboard Japan Hot 100. Bài hát cũng nhận được chứng nhật đĩa đơn kỹ thuật số của Triple Platinum từ Hiệp hội Công nghiệp Ghi âm Nhật Bản cho doanh số bán được 750.000 bản.

## Bảng xếp hạng

### Tuần
| Bảng xếp hạng (2016)                  | Vị trí cao nhất |
| ------------------------------------- | --------------- |
| Japan Hot 100 (Billboard Japan)       | 1               |
| Japan Hot Animation (Billboard Japan) | 1               |
| Japan Radio Songs (Billboard Japan)   | 1               |

### Năm
| Bảng xếp hạng (2016)                  | Vị trí cao nhất |
| ------------------------------------- | --------------- |
| Japan Hot 100 (Billboard Japan)       | 2               |
| Japan Hot Animation (Billboard Japan) | 1               |
| Japan Radio Songs (Billboard Japan)   | 1               |